# Gloria al Bravo Pueblo
Gloria al Bravo Pueblo (Glória ao Bravo Povo) foi adotado como o hino nacional da Venezuela pelo Presidente Antonio Guzmán Blanco no dia 25 de Maio de 1881.
A letra foi escrita pelo poeta, médico e revolucionário Vicente Salias por volta de 1810 como parte de um canto patriótico. A música foi composta mais tarde por Juan José Landaeta. Investigações recentes sugerem que a letra por ter sido escrita por Andrés Bello e a música composta por Lino Gallardo, mas os estudos não têm sido conclusivos a este respeito.

## Letra oficial em espanhol
Coro
Gloria al bravo pueblo
Que el yugo lanzó
La Ley respetando
La virtud y honor (Bis)
I
¡Abajo cadenas!(bis)
Gritaba el Señor (bis)
y el pobre en su choza
libertad pidió
A este santo nombre (bis)
tembló de pavor
el vil egoísmo
que otra vez triunfó.[5] (bis)
Coro
II
Gritemos con brío: (bis)
"¡Muera la opresión!" (bis)
Compatriotas fieles,
la fuerza es la unión;
y desde el Empíreo
el Supremo Autor,
un sublime aliento
al pueblo infundió. (bis)
Coro
III
Unida con lazos (bis)
que el cielo formó (bis)
la América toda
existe en nación;
y si el despotismo
levanta la voz,
seguid el ejemplo
que Caracas dio. (bis)

## Tradução em português
Glória ao povo valente
Que o jugo lançou 
A Lei respeitando
A virtude e a honra (Bis)
I
Abaixo as correntes! (bis)
Gritava o Senhor  (bis)
e o pobre em sua cabana 
Pediu liberdade 
A este santo nome (bis)
tremeu de pavor
O egoísmo ordinário 
que outra vez triunfou (bis)

Coro
II
Gritemos com vigor (bis)
"Morte a opressão" (bis)
Compatriotas fiéis 
A força é a união;
E do Empíreo 
o Autor Supremo,
um suspiro sublime
Infundiu o povo (bis)
```
Coro
```

```
III
```

```
Unidos com laços (bis)
```

toda a América 
existe na nação 
e se o despotismo
fale mais alto 
Sigam o exemplo 
que Caracas deu. (bis)